# Église du Collège des Jésuites (Ponta Delgada)
L'église de Todos-os-Santos, mieux connue sous le nom d'église du Collège des Jésuites de Ponta Delgada, est située dans le centre historique de la ville de Ponta Delgada, sur l'île de São Miguel, aux Açores.
Cet ensemble architectural religieux est classé Bien d'Intérêt Public.
Récupérée et requalifiée, l'église abrite depuis 2004 le noyau d'art sacré du musée Carlos Machado, qui met en valeur le tableau Le Couronnement de la Vierge, de Vasco Pereira Lusitano (1535-1609).

## Histoire
La pose de la première pierre eut lieu le 1er novembre 1592, jour de la Toussaint selon le calendrier catholique alors en vogue, en présence du gouverneur, Gonçalo Vaz Coutinho.
Avec le temple, le couvent attenant fut fondé par les religieux de la Compagnie de Jésus, qui établiraient leur Collège dans la ville. 10 à 16 religieux vivaient dans le couvent.
L'église a été reconstruite dans la première moitié du XVIIe siècle, date à laquelle elle a acquis son aspect actuel. Les travaux débutèrent en 1637, le frontispice actuel étant accolé au précédent. Entre 1643 et 1646, le nouveau retable fut installé dans le chœur. La nouvelle façade fut achevée en 1666.

## Galerie

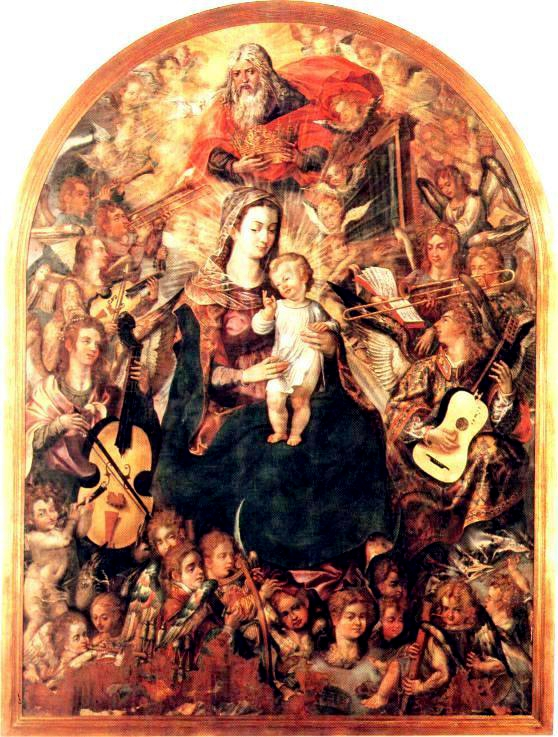
Le Couronnement de la Vierge de Vasco Pereira Lusitano(collection du Musée Carlos Machado).
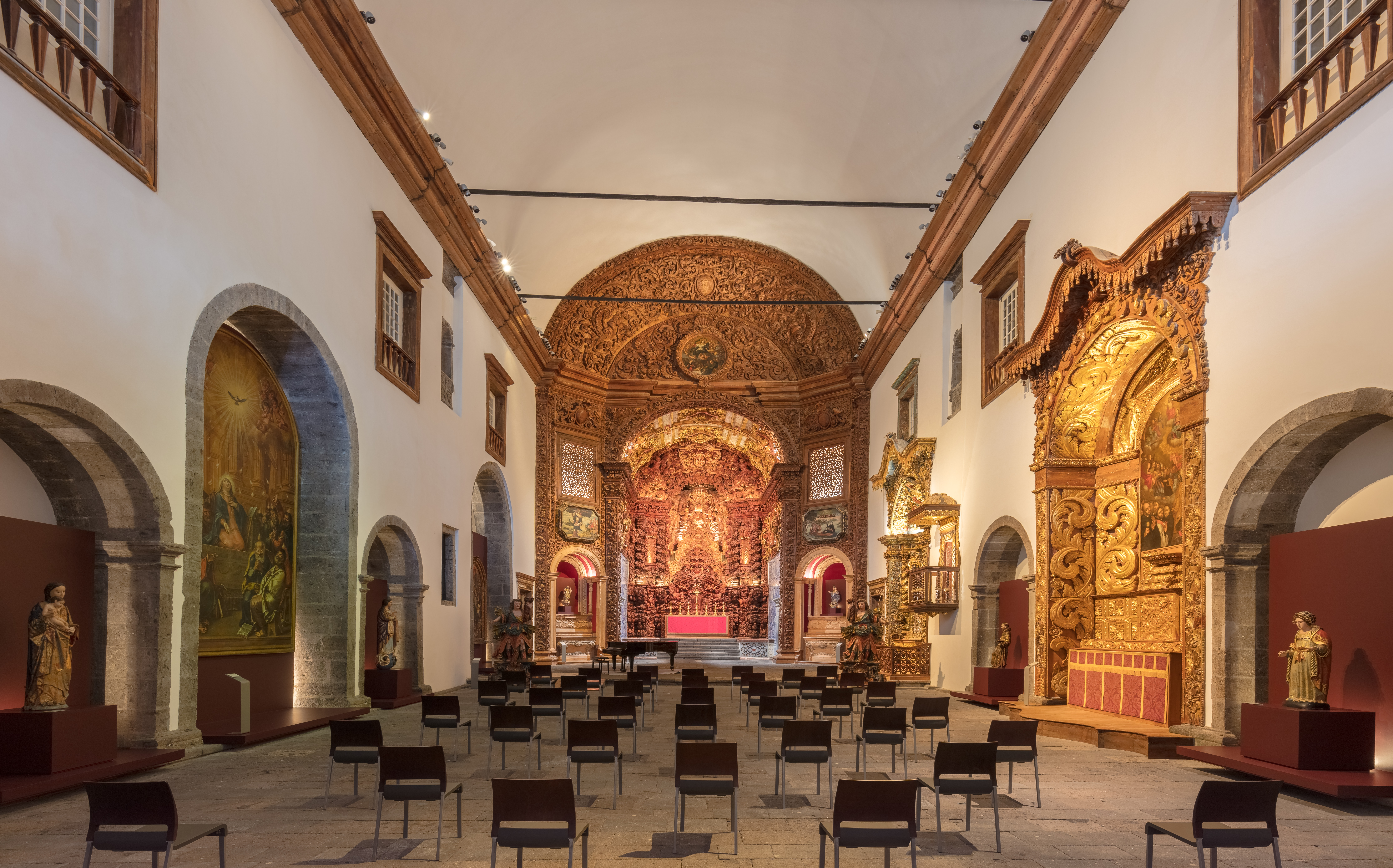
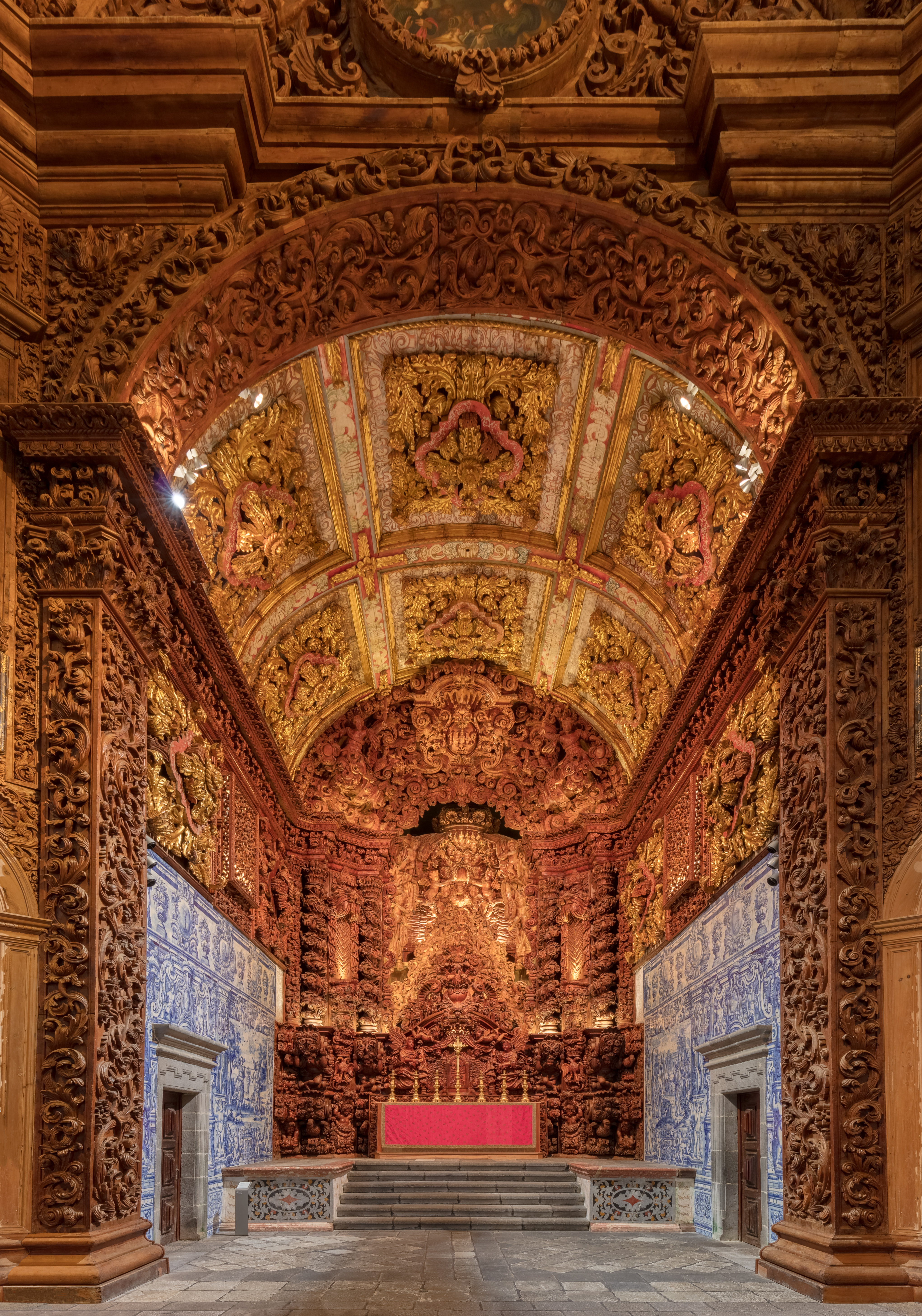
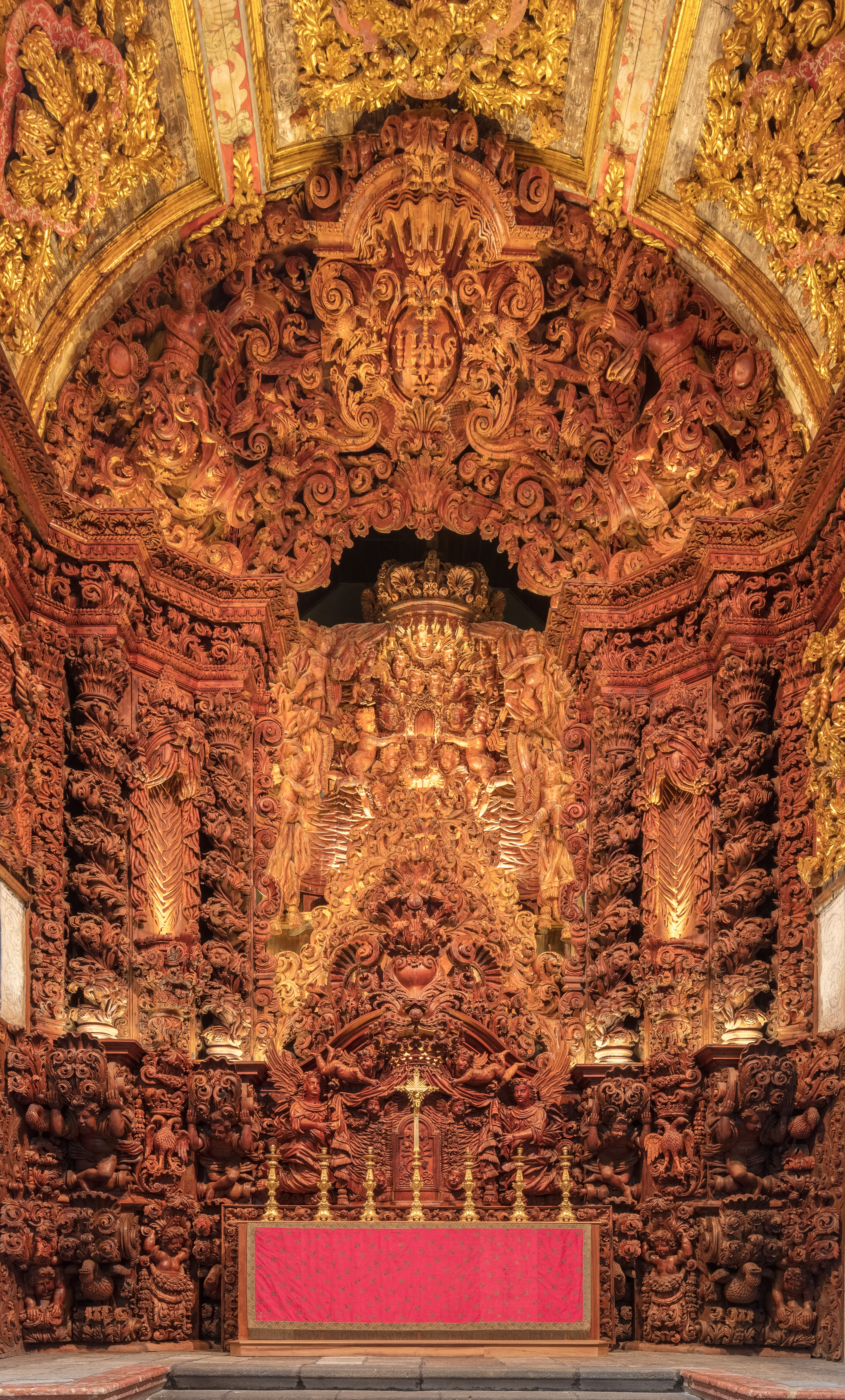
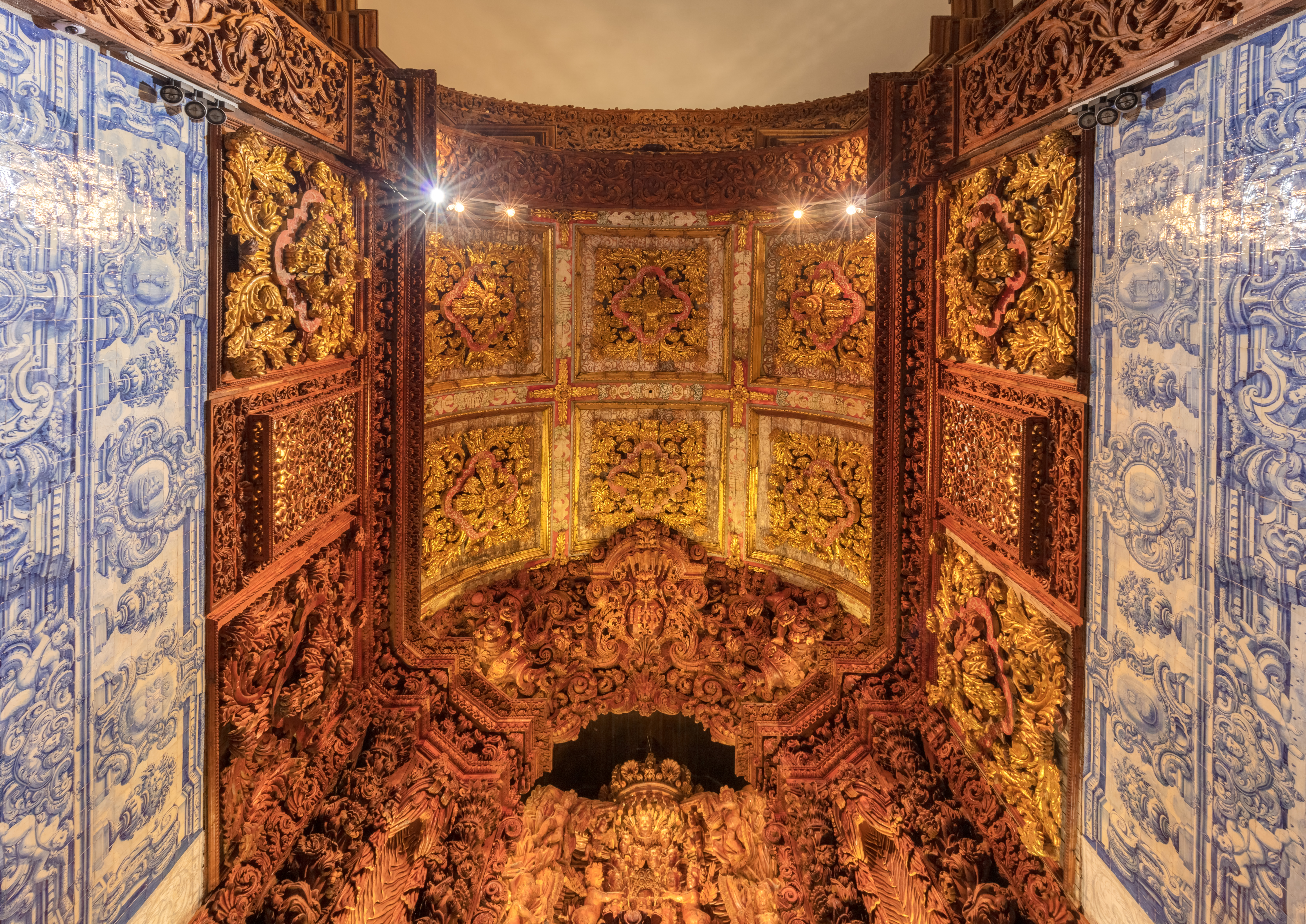
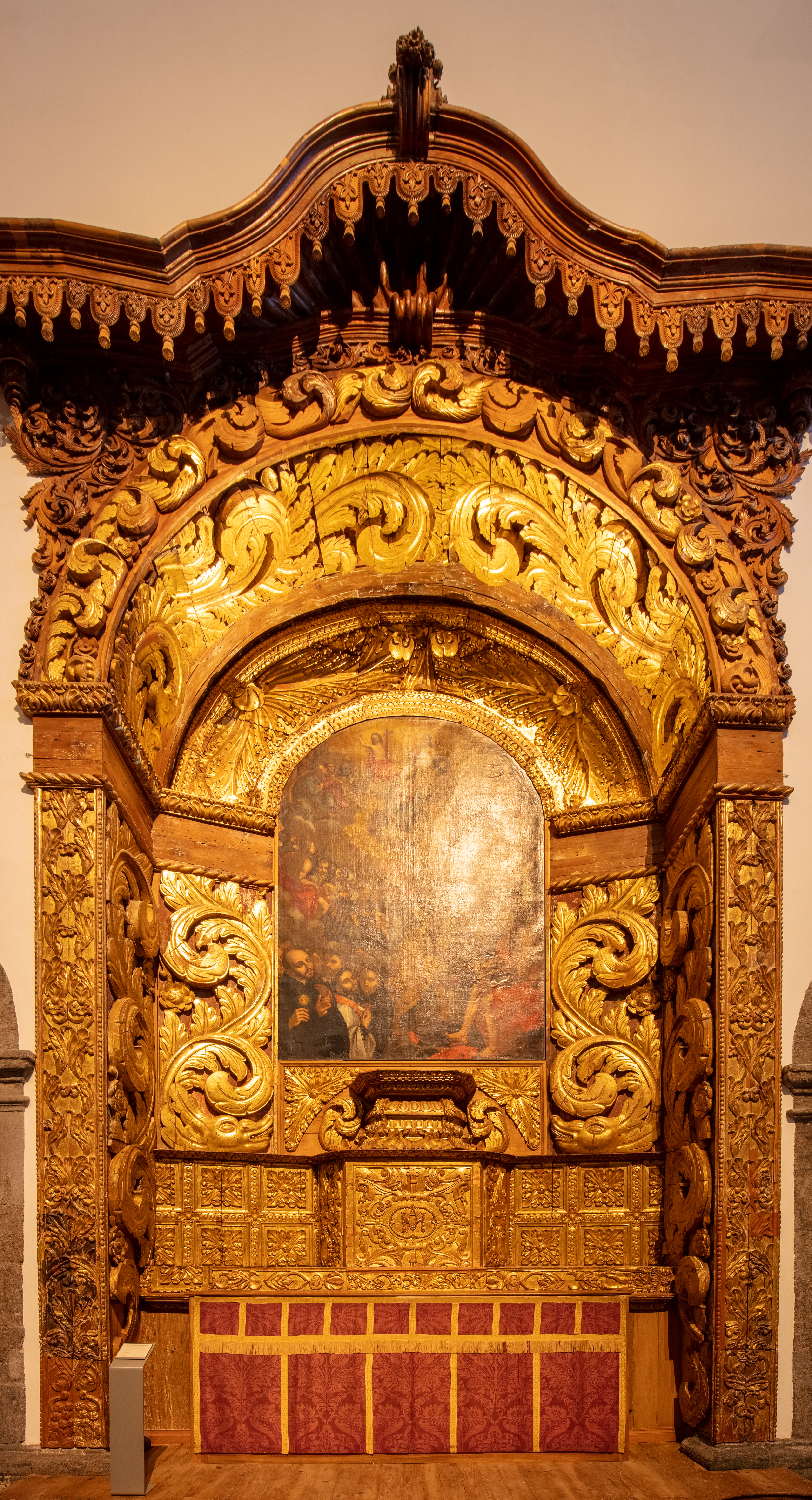

## Source de la traduction
- (pt) Cet article est partiellement ou en totalité issu de l’article de Wikipédia en portugais intitulé « Igreja do Colégio dos Jesuítas (Ponta Delgada) » (voir la liste des auteurs).